# Roverchiara
Roverchiara é uma comuna italiana da região do Vêneto, província de Verona, com cerca de 2.653 habitantes. Estende-se por uma área de 19,78 km², tendo uma densidade populacional de 140 hab/km². Faz fronteira com Albaredo d'Adige, Angiari, Bonavigo, Isola Rizza, Ronco all'Adige, San Pietro di Morubio.

## Demografia
| Variação demográfica do município entre 1861 e 2011                               |
|                                                                                   |
| Fonte: Istituto Nazionale di Statistica (ISTAT) - Elaboração gráfica da Wikipedia |